# إيندرا سيتايوان
إيندرا سيتايوان (بالإندونيسية: Indra Setiawan)‏ هو لاعب كرة قدم إندونيسي في مركز الهجوم، ولد في 11 سبتمبر 1990 في Sidoarjo Regency ‏ في إندونيسيا. لعب مع Deltras F.C. ‏.

## وصلات خارجية
- إيندرا سيتايوان على موقع قاعدة بيانات كرة القدم.إي يو (الإنجليزية)
- إيندرا سيتايوان على موقع Soccerway.com (الإنجليزية)